# Skib
 For alternative betydninger, se kirkeskib.
Et skib er en fartøj med to eller flere dæk, der kan sejle på vand og er i søfarten større fartøjer til søgående sejlads. De er normalt delt op i flere hovedgrupper, krigsskibe, handelsskibe, fiskeskibe og fritidsskibe.
I andre sammenhænge – som f.eks. de internationale søvejsregler – defineres skib meget bredt som ethvert "flydende materiel ... der anvendes eller kan anvendes som transportmiddel på vandet"; under den definition er både en windsurfer, en pram og et hangarskib at betragte som et skib. I denne juridiske sammenhæng skelnes der så videre mellem bl.a. maskindrevet skib, fiskeskib og sejlskib, idet disse skibstyper har forskellige rettigheder og pligter, når de mødes under sejlads.
Der findes en særlig skibsterminologi til beskrivelse af forhold omkring skibe og sejlads.
Skibe findes i mange udgaver, og deres betegnelser kan være afledt af fremdrivningsmetoden, brugerne og anvendelsen. Betegnelserne kan også kaldes skibstyper.
Ordet skib bruges også til rumfartøjer, der kan kaldes for rumskibe og om store styrbare balloner – såsom Zeppelinere – der kaldes luftskibe, da de flyder på luften, ligesom et skib på vandet.
Skibes lastekapacitet – Plimsoll-mærke, er det uformelle navn for lastelinjemærke, det anvendte danske udtryk, der viser det mindste tilladelige fribord under forskellige forhold, i forbindelse med skibes lastekapacitet
Søfartens Bibliotek  er det danske fagbibliotek for søfart og biblioteket har en særdeles stor samling litteratur om skibe. Biblioteket er åbent for alle.

## Skibsforlis
Nogle af de værste skibsforlis har været Estonia og Titanics forlis.